# Pyrzyczanie

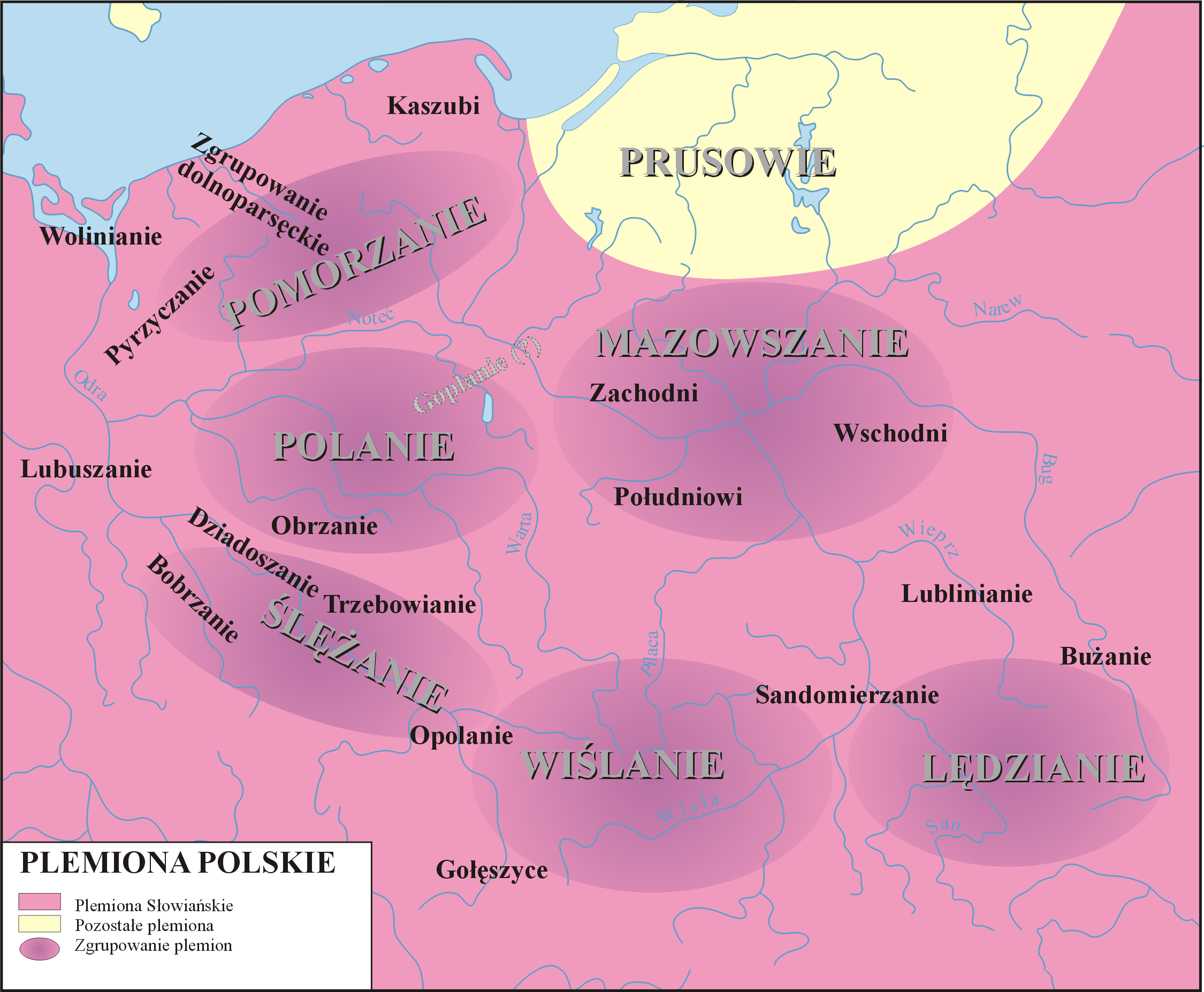
Plemiona polskie

Pyrzyczanie – plemię słowiańskie zamieszkujące tereny na Pomorzu Zachodnim wokół Pyrzyc. Geograf Bawarski wymienia w IX wieku plemię Prissani, podając liczbę 70 zamieszkanych civitates – osad, miejscowości. Pir w nazwie wskazuje na pochodzenie od starosłowiańskiego określenia pszenicy. Chrystianizacja i przyłączenie terenów Pyrzyczan do Polski została sfinalizowana w 1124 roku, gdy w czerwcu tego roku przybyli do Pyrzyc misjonarze z biskupem bamberskim Ottonem na czele.